# Aloe × schoenlandii
Aloe × schoenlandii là một loài thực vật có hoa lai ghép trong họ Asparagaceae. Loài này được Baker mô tả khoa học đầu tiên năm 1902.